# Pentamerisme

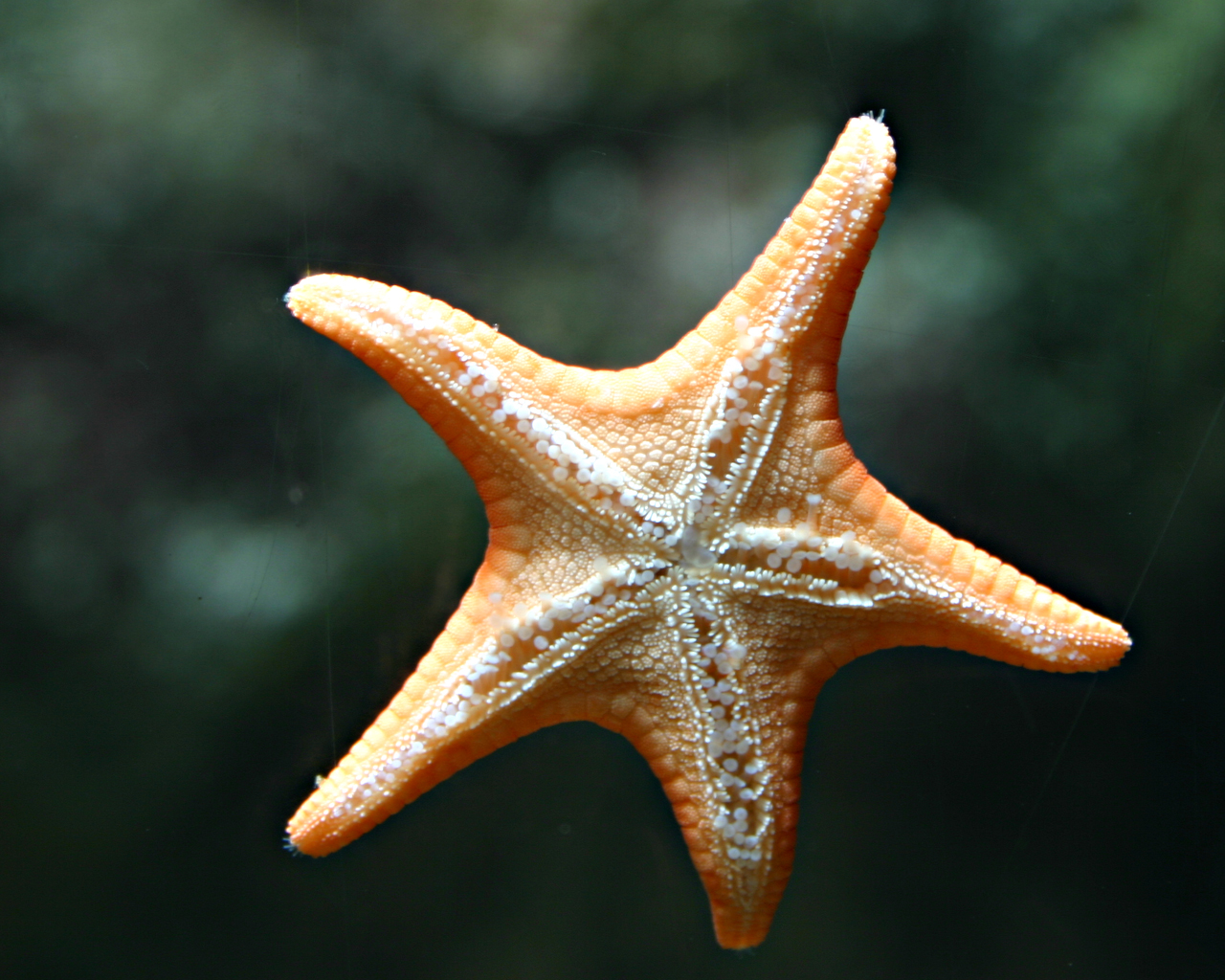
Estrella de mar.

El  pentamerisme  o  simetria pentaradial és un tipus de simetria exclusiva dels equinoderms, consistent en la presència d'una simetria radial pentàmera o pentaradial de 72 graus, que els fa tenir cinc parts iguals al voltant de la boca (com els radis d'una roda de bicicleta), amb cinc radis i cinc interradis.
És una característica secundària, tant evolutivament com des del punt de vista del desenvolupament, ja que els seus avantpassats tenien simetria bilateral, com la majoria d'altres animals; i alguns equinoderms actuals han retornat a la simetria bilateral o quasibilateral. Encara que el pentamerisme és el tret més característic dels equinoderms, les formes larvàries són sempre bilaterals.

## Nota
1. ↑  Delage1903. 31 març 2011.  Schleicher frères et cie, 1903 [Consulta: 31 març 2011].